# 9М72 Искандер
9М72 Искандер (название на НАТО SS-26 Stone) е руска квазибалистична ракета с малък обсег. Разработена е в конструкторското бюро Коломна. Основното ѝ предназначение е унищожаването на вражески противовъздушни установки, ракети, артилерия и приземена летателна техника, както и нанасянето на щети по комуникационни възли, командни постове и инфраструктурни обекти от голяма значимост.

## Описание
Искандер е разработена през 90-те години като заместник на Р-400 Ока, която е забранена след подписването на Договора за ликвидиране на ракетите със среден обсег на действие между СССР и САЩ през 1987 г., премахващ наземно базираните ракети с обсег между 500 и 5500 км. Колесните самоходни ракетни установки са много подвижни и могат бързо да осигурят тактическа поддръжка на войските по време на война. Руските военни обръщат особено внимание на този факт, тъй като в случай военни действия тези системи са много по-трудни за засичане и унищожение отколкото фиксираните ракетни установки (силози и други). Освен това самоходните системи се привеждат бързо в бойна готовност и могат да действат независимо от другите войски. 9М72 Искандер превъзхожда останалите системи като Р-300 и ОТР-21 по отношение на обсег, точност и огнева мощ. След изстрелване ракетата не следва изцяло балистична траектория и не напуска земната атмосфера. Траекторията се контролира по време на целия полет от компютърни системи. Искандер може да прави резки завои във въздуха и да изстрелва противомерки. Бойната глава може да бъде осколъчно-фугасна, касетъчна или противобункерна. Други възможни конфигурации включват мини, термобарична или ядрена бойна глава АА-60 с мощност до 10 – 50 кт. Минималният обсег е 50 км. Русия разполага с един батальон от ракети Искандер, и планира да има 60 системи до 2015. В отговор на евентуалното разполагане на противоракетен щит в Източна Европа от страна на САЩ, Русия планира да разположи свои ракети Искандер на територията на Калининград и Беларус. В обсега им ще бъдат както системите от евентуалния ракетен щит, така и стратегически военни бази и други обекти на НАТО.

## Варианти
- 9М72 Искандер – базов вариант.
- 9М72Е Искандер-Е – експортен вариант. Полезният товар на ракетата е сведен до 415 кг, бойното ѝ тегло е 3800 кг, а обсегът – 300 км.
- 9М72К Искандер-К – вариант с крилата ракета P-500 с максимален официален обсег до 500 km съобразно ограниченията на Договора за ликвидиране на ракетите със среден обсег на действие.[1]

## Оператори
- Русия – Руската федерация е единственият оператор на Искандер.
- Беларус – показана от Въоръжените сили на страната на военен парад (03.07.2024 г.)

## Подобни ракети
- MGM-140 ATACMS
- ОТР-21
- Р-400
- Плутон